# Amerila kajana
Amerila kajana är en fjärilsart som beskrevs av Felix Bryk 1913. Amerila kajana ingår i släktet Amerila och familjen björnspinnare. Inga underarter finns listade i Catalogue of Life.